# Canon EOS 5
Canon EOS 5 — малоформатный однообъективный зеркальный фотоаппарат с автофокусом и автоматическим управлением экспозицией. Камера впервые представлена компанией Canon на выставке Photokina-92 и выпускалась в Японии до ноября 2000 года. В отличие от основной профессиональной модели Canon EOS-1, оснащалась встроенной фотовспышкой и дополнительными «сюжетными» режимами программной экспоавтоматики. В модели впервые использован пятиточечный датчик автофокуса в сочетании с технологией автоматического выбора точки в зависимости от положения глазного яблока фотографа («управление взглядом»). Позиционировался фирмой как полупрофессиональная. В Северной Америке продавались две модификации этой камеры под названиями Canon EOS A2 и EOS A2e. В первой, более дешёвой, отсутствовала система «управления взглядом», а вместо нее была диоптрийная коррекция окуляра видоискателя. Европейская разновидность EOS 5 QD оснащалась датирующей крышкой, автоматически впечатывающей данные о времени съёмки.

## Описание конструкции
Фотоаппарат собирался в пластмассовом корпусе с металлическим каркасом. Ламельный затвор с вертикальным ходом металлических шторок бесступенчато отрабатывает выдержки от 1/8800 до 30 секунд при выдержке синхронизации 1/200 секунды. Без батареи 2CR5, снабжавшей электроэнергией цепи затвора и других систем, камера становится неработоспособной. Зеркальный видоискатель с несъёмной пентапризмой и сменными фокусировочными экранами отображает 92% кадра по вертикали и 94% по горизонтали. Фазовая автофокусировка может производиться по одной из пяти точек, расположенных в ряд вдоль длинной стороны кадра. Выбор точки производится вручную или автоматически по положению глаза. Две пары инфракрасных датчиков, расположенных рядом с окуляром, отслеживают направление взгляда как без очков, так и в очках. Возможна индивидуальная подстройка с запоминанием до пяти пользователей. При вертикальной ориентации кадра система не работает.
Встроенный TTL-экспонометр позволяет выбирать три режима измерения экспозиции: центровзвешенный, точечный и оценочный. В последнем случае измерение происходит 16-зонным фоторезистором с приоритетом зоны, ближайшей к выбранной точки автофокуса. Традиционные режимы автоматического управления экспозицией — приоритет выдержки, приоритет диафрагмы и программный — дополнены «сюжетными» программами, предназначенными для фотолюбителей. Впервые реализован режим «A-DEP», учитывающий необходимую глубину резкости на основе данных всех пяти датчиков автофокуса. При недостатке освещения на передней стенке корпуса фотоаппарата включается инфракрасный светодиод вспомогательной подсветки.
Взвод затвора и перемотка плёнки осуществлялись встроенным электроприводом, а в механизме отсутствовал зубчатый барабан, вместо которого был задействован инфракрасный счётчик перфорации. Благодаря такому устройству удалось добиться высокой частоты серийной съёмки при низком уровне шума, но использование инфрахроматических фотоматериалов оказалось невозможным, поскольку эмульсия засвечивалась датчиками. Встроенная откидная фотовспышка с максимальным ведущим числом 17 включалась автоматически при недостатке освещения. Внешние системные вспышки Canon Speedlite серии EZ измеряют свет, отражённый от плёнки по технологии TTL OTF и поддерживают систему A-TTL. Несмотря на сравнительно невысокую стоимость, вдвое более низкую, чем у аналогичного Canon EOS-3, фотоаппарат обеспечивал все возможности, доступные в основной профессиональной модели EOS-1, и предназначался прежде всего как вторая (резервная) камера профессионала. Использовался также и фотолюбителями. В региональных изданиях многие фотожурналисты использовали Canon EOS 5 как основную камеру вплоть до появления цифровых фотоаппаратов.